# Polystichum manickamianum
Polystichum manickamianum là một loài dương xỉ trong họ Dryopteridaceae. Loài này được Benniamin, Fraser-Jenk. & Irudayaraj mô tả khoa học đầu tiên năm 2008.
Danh pháp khoa học của loài này chưa được làm sáng tỏ. 